# فراساده‌موش‌ها
فراساده‌موش‌ها (نام علمی: Metaliomys) نام یک سرده از تیره دیگرموشان است.